# Цыли
Цыли́ (кит. упр. 慈利, пиньинь Cílì) — уезд городского округа Чжанцзяцзе провинции Хунань (КНР).

## История
Ещё в эпоху Троецарствия, когда эти земли находились в составе государства У, был создан округ Тяньмэнь (天门郡), власти которого разместили в уезде Линъян (零陵县). Во времена империи Суй округ Тяньмэнь был расформирован, а уезд Линъян перешёл в состав Личжоуской области (澧州) и был переименован в Цыли. В 607 году Личжоуская область была расформирована, и вместо неё был создан Лиянский округ (澧阳郡). После смены империи Суй на империю Тан Лиянский округ в 621 году опять стал Личжоуской областью, в 742 году — снова Лиянским округом, в 758 году — снова Личжоуской областью. После монгольского завоевания и образования империи Юань область была в 1277 году преобразована в Личжоуский регион (澧州路), а уезд был поднят в статусе до области.
После свержения власти монголов Личжоуский регион был в 1364 году переименован в Личжоускую управу (澧州府). После основания империи Мин область была вновь понижена в статусе до уезда Цыли, а управа была в 1376 году вновь понижена в статусе до области и подчинена властям Юэчжоуской управы (岳州府). Когда в начале XVIII века началась политика по интеграции национальных меньшинств в имперские структуры, то в 1729 году область была поднята в статусе и подчинена напрямую властям провинции, став Личжоуской непосредственно управляемой областью (澧州直隶州). Из уезда Цыли в 1729 году был выделен уезд Санчжи, а в 1735 — уезд Юндин.
После образования КНР в 1949 году был создан Специальный район Чанфэн (常沣专区), и уезд вошёл в его состав. 29 августа 1950 года Специальный район Чанфэн был переименован в Специальный район Чандэ (常德专区). В 1970 году Специальный район Чандэ был переименован в Округ Чандэ (常德地区).
Постановлением Госсовета КНР от 23 января 1988 года округ Чандэ был преобразован в городской округ Чандэ.
Постановлением Госсовета КНР от 18 мая 1988 года был образован городской округ Даюн (大庸市), и уезд перешёл в его состав.
Постановлением Госсовета КНР от 4 апреля 1994 года городской округ Даюн был переименован в Чжанцзяцзе.

## Административное деление
Уезд делится на 15 посёлков, 3 волости и 7 национальных волостей.